# Speia ciccarellia
Speia ciccarellia är en fjärilsart som beskrevs av Mario Mariani 1934. Speia ciccarellia ingår i släktet Speia och familjen nattflyn. Inga underarter finns listade i Catalogue of Life.